# Košutići
Košutići este un sat din comuna Andrijevica, Muntenegru. Conform datelor de la recensământul din 2003, localitatea are 143 de locuitori (la recensământul din 1991 erau 188 de locuitori).

## Demografie
În satul Košutići locuiesc 112 persoane adulte, iar vârsta medie a populației este de 41,2 de ani (39,2 la bărbați și 43,7 la femei). În localitate sunt 46 de gospodării, iar numărul mediu de membri în gospodărie este de 3,11.
|  |

| Demografie | Demografie | Demografie |
| An         | Locuitori  | Locuitori  |
| ---------- | ---------- | ---------- |
|            |            |            |
|            |            |            |
|            |            |            |
|            |            |            |
| 1948       | 373        |            |
| 1953       | 408        |            |
| 1961       | 326        |            |
| 1971       | 308        |            |
| 1981       | 235        |            |
| 1991       | 188        | 185        |
| 2003       | 143        | 143        |

| \| Componența etnică conform recensământului din 2003[2] \| Componența etnică conform recensământului din 2003[2] \| Componența etnică conform recensământului din 2003[2] \| Componența etnică conform recensământului din 2003[2] \| Componența etnică conform recensământului din 2003[2] \| \| ----------------------------------------------------- \| ----------------------------------------------------- \| ----------------------------------------------------- \| ----------------------------------------------------- \| ----------------------------------------------------- \| \| \| \| \| \| \| \| Sârbi \| Sârbi \| \| 116 \| 81,11% \| \| Muntenegreni \| Muntenegreni \| \| 27 \| 18,88% \| \| necunoscută \| necunoscută \| \| 0 \| 0% \| |              |  |     |        |
| Componența etnică conform recensământului din 2003 |              |  |     |        |
| |              |  |     |        |
| Sârbi | Sârbi        |  | 116 | 81,11% |
| Muntenegreni | Muntenegreni |  | 27  | 18,88% |
| necunoscută | necunoscută  |  | 0   | 0%     |